# Priska Nufer
Priska Nufer (ur. 11 lutego 1992 w Alpnach) – szwajcarska narciarka alpejska.

## Kariera
Po raz pierwszy na arenie międzynarodowej pojawiła się 29 listopada 2007 roku w Zinal, gdzie w zawodach FIS zajęła 41. miejsce w gigancie. W 2009 roku wystartowała na mistrzostwach świata juniorów w Garmisch-Partenkirchen, zajmując między innymi jedenaste miejsce w zjeździe i siedemnaste w supergigancie. Jeszcze czterokrotnie startowała na imprezach tego cyklu, najlepszy wynik osiągając podczas mistrzostw świata juniorów w Crans-Montana w 2011 roku, gdzie była czwarta w supergigancie.
W zawodach Pucharu Świata zadebiutowała 29 grudnia 2011 roku w Lienzu, gdzie nie zakwalifikowała się do pierwszego przejazdu w slalomie. Pierwsze pucharowe punkty wywalczyła 29 stycznia 2012 roku w Sankt Moritz, zajmując 30. miejsce w kombinacji. Na podium zawodów tego cyklu pierwszy raz stanęła 27 lutego 2022 roku w Crans-Montana, wygrywając rywalizację w zjeździe.
W 2017 roku wzięła udział w mistrzostwach świata w Vail/Beaver Creek, gdzie zajęła 16. miejsce w supergigancie, a kombinacji nie ukończyła. Na rozgrywanych sześć lat później mistrzostwach świata w Cortina d’Ampezzo była trzynasta w supergigancie, a kombinacji ponownie nie ukończyła. Na igrzyskach olimpijskich w Pekinie w 2022 roku wystąpiła w jednej konkurencji - w kombinacji nie ukończyła drugiego przejazdu.

## Osiągnięcia

### Igrzyska olimpijskie
| Miejsce | Dzień     | Rok  | Miejscowość | Konkurencja     | Czas biegu | Strata | Zwyciężczyni   |
| ------- | --------- | ---- | ----------- | --------------- | ---------- | ------ | -------------- |
| DNF2    | 17 lutego | 2022 | Pekin       | Superkombinacja | 2:25,67    | -      | Michelle Gisin |

### Mistrzostwa świata
| Miejsce | Dzień     | Rok  | Miejscowość       | Konkurencja     | Czas biegu | Strata | Zwyciężczyni     |
| ------- | --------- | ---- | ----------------- | --------------- | ---------- | ------ | ---------------- |
| 16.     | 3 lutego  | 2015 | Vail/Beaver Creek | Supergigant     | 1:10,29    | +2,10  | Anna Fenninger   |
| DNF2    | 9 lutego  | 2015 | Vail/Beaver Creek | Superkombinacja | 2:33,37    | -      | Tina Maze        |
| 13.     | 11 lutego | 2021 | Cortina d’Ampezzo | Supergigant     | 1:25,51    | +1,30  | Lara Gut-Behrami |
| DNF2    | 15 lutego | 2021 | Cortina d’Ampezzo | Superkombinacja | 2:07,22    | -      | Mikaela Shiffrin |
| 11.     | 11 lutego | 2023 | Méribel           | Zjazd           | 1:28,03    | +0,86  | Jasmine Flury    |

### Mistrzostwa świata juniorów
| Miejsce | Dzień       | Rok  | Miejscowość       | Konkurencja | Czas biegu | Strata | Zwyciężczyni            |
| ------- | ----------- | ---- | ----------------- | ----------- | ---------- | ------ | ----------------------- |
| DNF1    | 1 marca     | 2009 | Ga-Pa             | Slalom      | 1:42,07    | -      | Denise Feierabend       |
| 35.     | 2 marca     | 2009 | Ga-Pa             | Gigant      | 2:45,81    | +11,13 | Viktoria Rebensburg     |
| 17.     | 3 marca     | 2009 | Ga-Pa             | Supergigant | 1:19,80    | +2,88  | Viktoria Rebensburg     |
| 11.     | 6 marca     | 2009 | Ga-Pa             | Zjazd       | 1:19,60    | +1,60  | Marine Gauthier         |
| DNF     | 31 stycznia | 2010 | Region Mont Blanc | Supergigant | 1:32,21    | -      | Marine Gauthier         |
| 47.     | 1 lutego    | 2010 | Region Mont Blanc | Slalom      | 1:34,47    | +10,00 | Christina Geiger        |
| 16.     | 4 lutego    | 2010 | Region Mont Blanc | Zjazd       | 1:20,89    | +1,80  | Jéromine Géroudet       |
| 33.     | 5 lutego    | 2010 | Region Mont Blanc | Gigant      | 1:38,34    | +3,52  | Mona Løseth             |
| 17.     | 5 lutego    | 2010 | Region Mont Blanc | Kombinacja  | 38,85 pkt  | ?      | Mona Løseth             |
| 6.      | 1 lutego    | 2011 | Crans-Montana     | Zjazd       | 1:32,11    | +0,87  | Lotte Smiseth Sejersted |
| DNF1    | 2 lutego    | 2011 | Crans-Montana     | Gigant      | 2:28,27    | -      | Sara Hector             |
| 21.     | 3 lutego    | 2011 | Crans-Montana     | Slalom      | 1:40,32    | +6,51  | Jessica Depauli         |
| 4.      | 5 lutego    | 2011 | Crans-Montana     | Supergigant | 1:28,23    | +0,76  | Elena Curtoni           |
| 15.     | 1 marca     | 2012 | Roccaraso         | Slalom      | 1:42,69    | +4,91  | Stephanie Brunner       |
| 19.     | 3 marca     | 2012 | Roccaraso         | Gigant      | 2:45,02    | +2,52  | Ragnhild Mowinckel      |
| DNF     | 5 marca     | 2012 | Roccaraso         | Supergigant | 1:06,99    | -      | Annie Winquist          |
| DNF2    | 21 lutego   | 2013 | Québec            | Slalom      | 1:52,10    | -      | Magdalena Fjällström    |
| DNF1    | 22 lutego   | 2013 | Québec            | Gigant      | 2:22,23    | -      | Lisa-Maria Zeller       |
| 16.     | 24 lutego   | 2013 | Québec            | Supergigant | 1:00,89    | +1,73  | Stephanie Venier        |
| 7.      | 26 lutego   | 2013 | Québec            | Zjazd       | 1:11,18    | +0,51  | Jennifer Piot           |

### Puchar Świata

#### Miejsca w klasyfikacji generalnej
- sezon 2011/2012: 115.
- sezon 2013/2014: 88.
- sezon 2014/2015: 79.
- sezon 2015/2016: 94.
- sezon 2016/2017: 67.
- sezon 2017/2018: 47.
- sezon 2018/2019: 64.
- sezon 2019/2020: 48.
- sezon 2020/2021: 25.
- sezon 2021/2022: 29.
- sezon 2022/2023: 45.
- sezon 2023/2024: 44.
- sezon 2024/2025: 72.

#### Miejsca na podium w zawodach
1. Crans-Montana – 27 lutego 2022 (zjazd) – 1. miejsce